# Nico Kaufmann
Klaus Rudolf Kaufmann, más conocido como Nico Kaufmann (Zúrich, 24 de junio de 1916 - ibídem, 23 de noviembre de 1996) fue un compositor y pianista suizo.

## Biografía
Nico Kaufmann era hijo de un médico de Zúrich. Su padre también era compositor y pudo apoyar el talento de su hijo de forma adecuada. Este estudió piano y composición en el conservatorio de Zúrich, acabando sus estudios con un diploma de piano. Tras estudiar brevemente bajo el pianista Vladimir Horowitz (el único alumno de Horowitz durante su época europea), consiguió el diploma de concertista.

### Pianista y compositor
Kaufmann se convirtió en arreglista y director musical del Cabaret Cornichon. Sus trabajos como pianista llegaron pronto a la prensa, que las comentó de forma positiva. También consiguió pronto el reconocimiento de sus colegas músicos, ganando en 1945 el primer premio en el concurso nacional de piano de Ginebra.
Tras la II Guerra Mundial, Kaufmann se centró en la composición de música para el teatro, el ballet y el cine (1960). Además, compuso numerosas piezas para piano y orquesta de cámara, así como chansons y Lieder, entre otros, un ciclo de Lieder con letra de poemas de Hermann Hesse. Kaufmann se ganaba un sobresueldo tocando el piano en bares, donde era muy apreciado.
El legado de Nico Kaufmanns se conserva en la colección de música de la Biblioteca Central de Zúrich. En su testamento dictó que de su patrimonio se concediese una beca anual a un joven músico suizo.

### Vida secreta
La relación más importante para la carrera de Kaufmann comenzó en 1937, cuando conoció al ya famoso pianista Horowitz, al que siguió a París. Kaufmann no sólo era discípulo de Horowitz, sino también su amante. Después de que su padre descubriera el hecho, Kaufmann tuvo que volver a Zúrich. Pero ambos mantuvieron un estrecho contacto por carta, hasta que se interrumpió en 1939 con el traslado de Horowitz a los Estados Unidos.
En el Cabaret Cornichon Kaufmann conoció a Karl Meier, que le dio a conocer la revista gay Der Kreis–Le Cercle–The Circle. Kaufmann, que era conocido con el seudónimo Lysis, se encargaba de amenizar musicalmente los bailes de los socios de Der Kreis. El programa de cabaret lo enriquecía con composiciones propias, como por ejemplo, musicalizaciones de poemas de Heinrich Federer.
Tras la disolución de Der Kreis en 1967, Kaufmann se mantuvo como miembro de otras organizaciones homófilas. Hacia finales de su vida escribió sus memorias, Memoiren, que no han sido publicadas, en las que relata la parte oculta de su vida.